# Epcot
Epcot és un parc temàtic localitzat a Walt Disney World Resort, prop d'Orlando, Florida. Va ser el segon parc que obrí les portes a Walt Disney World, després de Magic Kingdom. Està dedicat a la cultura internacional i a la innovació tecnològica. Les seves zones temàtiques recreen els llocs més famosos de diversos països d'arreu del món com Marroc, Japó, Itàlia, Mèxic o Xina. El parc compta amb una parada del monorail del ressort, de les diferents línies de vaixells, de servei d'autobús i de telefèric.
Fou inaugurat l'octubre de 1982 amb el nom d'Epcot Center, el qual va ser canviat per Epcot en 1993. El seu nom significa Prototip de Comunitat Experimental del Futur (Experimental Prototype Community of Tomorrow). De fet, la proposta inicial de Walt Disney era construir una ciutat model del futur amb 20.000 habitants, però va morir abans d'aconseguir el permís de les autoritats per dur-la a terme. Epcot va ser el parc més gran de Walt Disney World fins a la inauguració de l'Animal Kingdom.
El seu símbol més representatiu, és l'esfera geodèsica d'space ship earth, que es troba a l'entrada del parc.
El parc, està dividit en dues grans àrees; 
- Future World: (en català "món del futur"), és una zona d'estil futurista, dedicat a la innovació tecnològica i a la ciència.
- World Showcase: (en català "aparador del món") és una zona amb un llag central que recrea diversos països del món com França, Regne Unit, Marroc, Japó o Noruega.

## Història
Després de la inauguració de Disneyland a Anaheim, Califòrnia, Walt Disney va voler construir un nou complex a Florida, anomenat EPCOT center (sota les sigles de Experimental Prototype Comunity Of Tomorrow, "Prototip de la Comunitat Experimental del Futur). Aquesta vegada, no seria un complex turístic, sinó una ciutat d'estil futurista, amb sistemes de transport com monorails i peoplemovers, sense cotxes i amb un aeroport propi. Els plans eren fer una ciutat diferenciada en diverses parts: un aeroport, una zona industrial, una zona residencial amb capacitat per a 20.000 persones, una zona d'oci amb centres comercials, gimnassos i restaurants i per acabar, una zona turística, amb hotels i un parc temàtic semblant al de Disneyland, tot això connectat amb el monorail. The Walt Disney Companany va comprar els terrenys, però amb la mort de Walt Disney, els plans es van aturar. Els imagineers van optar per fer només la zona turística, i el 1971, el parc Magic Kingdom va obrir. Uns anys més tard, els executius de la companyia, van veure necessari la construcció d'un segon parc, i va ser aquí quan la idea d'EPCOT es va tornar a sentir pels despatxos de The Walt Disney Company. Aquest cop, seria un projecte diferent al que va pensar Walt Disney, ja que finalment es construí un parc temàtic dedicat a la tecnologia, la ciència, l'aprenentatge i l'educació. El parc va obrí les portes l'1 d'octubre de 1982.

## Atraccions
- Space ship earth

- Test track

- Frozen ever after

- Soarin'

- Living with the land

- Gran fiesta tour

- Journey into the imagination

- Mission space

- The seas with nemo & friends

### Atraccions en construcció (2021)
- Guardians of the Galaxy cosmic rewinds

- Remy's Ratatouille Adventure

- Moana the Water Journey.
- Atracció de Mery Poppins (nom sense concretar)